# Kazakhstan aux Jeux olympiques de la jeunesse d'hiver de 2012
Le Kazakhstan a participé aux Jeux olympiques de la jeunesse d'hiver de 2012 à Innsbruck en Autriche du 13 au 22 janvier 2012.

## Médaillés
| Médaille | Nom                 | Sport       | Épreuve          | Date       |
| -------- | ------------------- | ----------- | ---------------- | ---------- |
| Argent   | Galina Vishnevskaya | Biathlon    | Sprint femmes    | 15 janvier |
| Bronze   | Galina Vishnevskaya | Biathlon    | Poursuite femmes | 16 janvier |
| Bronze   | Sergey Malyshev     | Ski de fond | 10 km hommes     | 17 janvier |

## Résultats

### Ski alpin
Le Kazakhstan a qualifié 2 athlètes.
Hommes
| Athlète        | Épreuve      | Finale        | Finale          | Finale          | Finale          |
| Athlète        | Épreuve      | Manche 1      | Manche 2        | Total           | Rang            |
| -------------- | ------------ | ------------- | --------------- | --------------- | --------------- |
| Ruslan Sabitov | Slalom       | 45 s 55       | N'a pas terminé | N'a pas terminé | N'a pas terminé |
| Ruslan Sabitov | Slalom géant | 1 min 03 s 52 | 58 s 05         | 2 min 01 s 57   | 26              |
| Ruslan Sabitov | Super-G      |               |                 | 1 min 10 s 32   | 33              |
| Ruslan Sabitov | Combiné      | 1 min 07 s 74 | N'a pas terminé | N'a pas terminé | N'a pas terminé |

Femmes
| Athlète          | Épreuve      | Finale           | Finale           | Finale           | Finale           |
| Athlète          | Épreuve      | Manche 1         | Manche 2         | Total            | Rang             |
| ---------------- | ------------ | ---------------- | ---------------- | ---------------- | ---------------- |
| Mariya Grigorova | Slalom       | N'a pas terminée | N'a pas terminée | N'a pas terminée | N'a pas terminée |
| Mariya Grigorova | Slalom géant | 1 min 10 s 94    | 1 min 11 s 75    | 2 min 22 s 69    | 40               |
| Mariya Grigorova | Super-G      |                  |                  | Disqualifiée     | Disqualifiée     |

### Biathlon
Le Kazakhstan a qualifié 3 athlètes.
Hommes
| Athlète       | Épreuve   | Finale        | Finale  | Finale |
| Athlète       | Épreuve   | Temps         | Manqués | Rang   |
| ------------- | --------- | ------------- | ------- | ------ |
| Ruslan Bessov | Sprint    | 22 min 19 s 8 | 4       | 31     |
| Ruslan Bessov | Poursuite | 34 min 12 s 2 | 9       | 31     |

Femmes
| Athlète                 | Épreuve   | Finale        | Finale  | Finale |
| Athlète                 | Épreuve   | Temps         | Manqués | Rang   |
| ----------------------- | --------- | ------------- | ------- | ------ |
| Anastassiya Kondratyeva | Sprint    | 20 min 36 s 4 | 3       | 32     |
| Anastassiya Kondratyeva | Poursuite | 34 min 04 s 6 | 6       | 27     |
| Galina Vishnevskaya     | Sprint    | 17 min 55 s 2 | 2       | 2      |
| Galina Vishnevskaya     | Poursuite | 27 min 44 s 4 | 4       | 3      |

Mixte
| Athlète                                                         | Épreuve                           | Finale            | Finale  | Finale |
| Athlète                                                         | Épreuve                           | Temps             | Manqués | Rang   |
| --------------------------------------------------------------- | --------------------------------- | ----------------- | ------- | ------ |
| Galina Vishnevskaya Alexandra Kun Ruslan Bessov Sergey Malyshev | Relais mixte ski de fond/biathlon | 1 h 06 min 47 s 8 | 4+8     | 10     |

### Ski de fond
Le Kazakhstan a qualifié 2 athlètes.
Hommes
| Athlète         | Épreuve      | Finale        | Finale |
| Athlète         | Épreuve      | Temps         | Rang   |
| --------------- | ------------ | ------------- | ------ |
| Sergey Malyshev | 10 km hommes | 29 min 57 s 5 | 3      |

Femmes
| Athlète       | Épreuve     | Finale        | Finale |
| Athlète       | Épreuve     | Temps         | Rang   |
| ------------- | ----------- | ------------- | ------ |
| Alexandra Kun | 5 km femmes | 17 min 11 s 6 | 26     |

Sprint
| Athlète         | Épreuve       | Qualification | Qualification | Quart de finale | Quart de finale | Demi-finale   | Demi-finale   | Finale        | Finale        |
| Athlète         | Épreuve       | Total         | Rang          | Total           | Rang            | Total         | Rang          | Total         | Rang          |
| --------------- | ------------- | ------------- | ------------- | --------------- | --------------- | ------------- | ------------- | ------------- | ------------- |
| Sergey Malyshev | Sprint hommes | 1 min 46 s 77 | 12 Q          | 1 min 49 s 2    | 2 Q             | 1 min 57 s 2  | 4             | Non qualifié  | Non qualifié  |
| Alexandra Kun   | Sprint femmes | 2 min 12 s 94 | 32            | Non qualifiée   | Non qualifiée   | Non qualifiée | Non qualifiée | Non qualifiée | Non qualifiée |

Mixte
| Athlète                                                         | Épreuve                           | Finale            | Finale  | Finale |
| Athlète                                                         | Épreuve                           | Temps             | Manqués | Rang   |
| --------------------------------------------------------------- | --------------------------------- | ----------------- | ------- | ------ |
| Galina Vishnevskaya Alexandra Kun Ruslan Bessov Sergey Malyshev | Relais mixte ski de fond/biathlon | 1 h 06 min 47 s 8 | 4+8     | 10     |

### Patinage artistique
Le Kazakhstan a qualifié 3 athlètes.
Hommes
| Athlète(s)     | Épreuve    | PC/DO  | PC/DO | PL/DL  | PL/DL | Total  | Total |
| Athlète(s)     | Épreuve    | Points | Rang  | Points | Rang  | Points | Rang  |
| -------------- | ---------- | ------ | ----- | ------ | ----- | ------ | ----- |
| Alexander Lyan | Individuel | 35,97  | 14    | 59,90  | 14    | 95,87  | 14    |

Couples
| Athlète(s)               | Épreuve         | PC/DO  | PC/DO | PL/DL  | PL/DL | Total  | Total |
| Athlète(s)               | Épreuve         | Points | Rang  | Points | Rang  | Points | Rang  |
| ------------------------ | --------------- | ------ | ----- | ------ | ----- | ------ | ----- |
| Karina Uzurova Ilias Ali | Danse sur glace | 43,71  | 5     | 59,06  | 6     | 102,77 | 6     |

Mixte
| Athlètes                                                                               | Épreuve             | Hommes | Hommes | Hommes | Femmes | Femmes | Femmes | Danse sur glace | Danse sur glace | Danse sur glace | Total  | Total |
| Athlètes                                                                               | Épreuve             | Score  | Rang   | Points | Score  | Rang   | Points | Score           | Rang            | Points          | Points | Rang  |
| -------------------------------------------------------------------------------------- | ------------------- | ------ | ------ | ------ | ------ | ------ | ------ | --------------- | --------------- | --------------- | ------ | ----- |
| Équipe 6 Alexander Lyan (KAZ) So Youn Park (KOR) Estelle Elizabeth/Romain Le Gac (FRA) | Trophée par équipes | 60,45  | 8      | 1      | 96,84  | 1      | 8      | 66,88           | 4               | 5               | 14     | 3     |

### Ski acrobatique
Le Kazakhstan a qualifié 1 athlète.
Ski cross
| Athlète       | Épreuve          | Qualification | Qualification | Quart de finale | Demi-finale | Finale   |
| Athlète       | Épreuve          | Temps         | Rang          | Rang            | Rang        | Rang     |
| ------------- | ---------------- | ------------- | ------------- | --------------- | ----------- | -------- |
| Alon Mullayev | Ski cross hommes | 1 min 00 s 82 | 17            | Annulées        | Annulées    | Annulées |

### Hockey sur glace
Le Kazakhstan a qualifié une équipe féminine.
Équipe
| - Nargiz Assimova - Malika Bulembayeva - Kamila Gembitskaya - Anel Karimzhanova - Botagoz Khassenova - Anastassiya Kryshkina | - Olga Lobova - Anastassiya Matussevich - Raissa Minakova - Olessya Mironenko - Zaure Nurgaliyeva - Zhanna Nurgaliyeva | - Anastassiya Ogay - Akzhan Oxykbayeva - Meruyert Ryspek - Assem Tuleubayeva - Saltanat Urpekbayeva |

| Légende                 |
| ----------------------- |
| Qualifié en demi-finale |

| Équipe     | PJ | G | VP | DP | P | BP | BC | Diff | PTS |
| ---------- | -- | - | -- | -- | - | -- | -- | ---- | --- |
| Suède      | 4  | 4 | 0  | 0  | 0 | 43 | 0  | +43  | 12  |
| Autriche   | 4  | 3 | 0  | 0  | 1 | 22 | 6  | +16  | 9   |
| Allemagne  | 4  | 2 | 0  | 0  | 2 | 12 | 16 | -4   | 6   |
| Kazakhstan | 4  | 1 | 0  | 0  | 3 | 3  | 28 | -25  | 3   |
| Slovaquie  | 4  | 0 | 0  | 0  | 4 | 1  | 31 | -30  | 0   |

| 14 janvier 2012 | Kazakhstan | 1-8 (0–3, 1–4, 0–1) | Autriche | Tyrolean Ice Arena 534 spectateurs |

| Feuille de match | Feuille de match                                         | Feuille de match                    | Feuille de match | Feuille de match                                 |
| ---------------- | -------------------------------------------------------- | ----------------------------------- | --- | ------------------------------------------------ |
|                  | Z. Nurgaliyeva (S. Urpekbayeva, M. Ryspek) – 27 min 12 s | 0–1 0–2 0–3 0–4 0–5 0–6 0–7 1–7 1–8 | 8 min 15 s – A. Meixner (M. Kness) (SN) 9 min 7 s – J. Frick (N. Arnberger, V. Hummel) 11 min 17 s – V. Hummel (J. Frick, M. Kness) 20 min 1 s – A. Meixner 22 min 40 s – A. Schmid (J. Willenshofer, N. Prosenz) 24 min 43 s – A. Guertler (A. Iberer, N. Arnberger) 26 min 15 s – A. List (A. Meixner, J. Frick) 41 min 58 s – V. Hummel (N. Arnberger, M. Kness) | Arbitrage : Meghan Mallette HUI Wang Taru Tanhua |
| Anastassiya Ogay | Gardiens                                                 | Paula Camilla Marchhart             | | Arbitrage : Meghan Mallette HUI Wang Taru Tanhua |
| 10 min           | Pénalités                                                | 4 min                               | | Arbitrage : Meghan Mallette HUI Wang Taru Tanhua |
| 10               | Tirs                                                     | 32                                  | | Arbitrage : Meghan Mallette HUI Wang Taru Tanhua |

| 15 janvier 2012 | Suède | 17-0 (2–0, 10–0, 5–0) | Kazakhstan | Tyrolean Ice Arena 553 spectateurs |

| Feuille de match         | Feuille de match | Feuille de match                                                            | Feuille de match | Feuille de match                                            |
| ------------------------ | --- | --------------------------------------------------------------------------- | ---------------- | ----------------------------------------------------------- |
|                          | A. Lindberg (L. Peterson) – 0 min 30 s W. Ekstrom (M. Fuhrberg) – 11 min 4 s C. Lillback – 15 min 35 s A. Johansson (S. Kuller, M. Fuhrberg) – 15 min 58 s L. Peterson (A. Lindberg) – 16 min 45 s L. Peterson (L. Backlin, C. Lillback) – 17 min 0 s M. Wong (K. Andersson) – 18 min 16 s K. Andersson (A. Kjellbin) – 19 min 50 s E. Alasalmi (K. Andersson) (SN) – 22 min 23 s L. Peterson (M. Andersson) – 23 min 48 s S. Kuller – 26 min 7 s M. Wong (E. Alasalmi) – 29 min 49 s J. Eidensten (K. Andersson) – 31 min 58 s L. Peterson (A. Lindberg) – 33 min 18 s A. Kjellbin (S. Kuller) – 37 min 28 s A. Kjellbin (A. Johansson) – 39 min 41 s J. Eidensten (E. Alasalmi) – 40 min 51 s | 1–0 2–0 3–0 4–0 5–0 6–0 7–0 8–0 9–0 10–0 11–0 12–0 13–0 14–0 15–0 16–0 17–0 |                  | Arbitrage : Zuzana Findurova Nikola Dvorakova Mirjam Gruber |
| Jessica Wahlstrom Hjorth | Gardiens | Anastassiya Ogay                                                            |                  | Arbitrage : Zuzana Findurova Nikola Dvorakova Mirjam Gruber |
| 4 min                    | Pénalités | 6 min                                                                       |                  | Arbitrage : Zuzana Findurova Nikola Dvorakova Mirjam Gruber |
| 83                       | Tirs | 2                                                                           |                  | Arbitrage : Zuzana Findurova Nikola Dvorakova Mirjam Gruber |

| 17 janvier 2012 | Slovaquie | 1-2 (0–1, 0–0, 1–1) | Kazakhstan | Tyrolean Ice Arena 359 spectateurs |

| Feuille de match | Feuille de match                            | Feuille de match | Feuille de match                                                                                            | Feuille de match                                    |
| ---------------- | ------------------------------------------- | ---------------- | --- | --------------------------------------------------- |
|                  | S. Vojtkova (D. Papesova) (SN) – 39 min 8 s | 0–1 0–2 1–2      | 10 min 35 s – S. Urpekbayeva (M. Ryspek, Z. Nurgaliyeva) (SN) 33 min 38 s – A. Matussevich (Z. Nurgaliyeva) | Arbitrage : Kaisa Ketonen Nikola Dvorakova HUI Wang |
| Romana Kiapesova | Gardiens                                    | Anastassiya Ogay | | Arbitrage : Kaisa Ketonen Nikola Dvorakova HUI Wang |
| 2 min            | Pénalités                                   | 8 min            | | Arbitrage : Kaisa Ketonen Nikola Dvorakova HUI Wang |
| 15               | Tirs                                        | 31               | | Arbitrage : Kaisa Ketonen Nikola Dvorakova HUI Wang |

| 18 janvier | Kazakhstan | 0-2 (0–1, 0–1, 0–0) | Allemagne | Tyrolean Ice Arena 371 spectateurs |

| Feuille de match | Feuille de match | Feuille de match | Feuille de match                                                                          | Feuille de match                                       |
| ---------------- | ---------------- | ---------------- | ----------------------------------------------------------------------------------------- | ------------------------------------------------------ |
|                  |                  | 0–1 0–2          | 13 min 44 s – L. Geelhaar (P. Szawlowski) 29 min 57 s – V. Offermann (P. Szawlowski) (IN) | Arbitrage : Zuzana Findurova Mirjam Gruber Taru Tanhua |
| Anastassiya Ogay | Gardiens         | Meike Krimphove  |                                                                                           | Arbitrage : Zuzana Findurova Mirjam Gruber Taru Tanhua |
| 8 min            | Pénalités        | 6 min            |                                                                                           | Arbitrage : Zuzana Findurova Mirjam Gruber Taru Tanhua |
| 8                | Tirs             | 34               |                                                                                           | Arbitrage : Zuzana Findurova Mirjam Gruber Taru Tanhua |

#### Demi-finale
| 20 janvier 2012 | Suède | 11-0 (2–0, 5–0, 4–0) | Kazakhstan | Tyrolean Ice Arena 713 spectateurs |

| Feuille de match         | Feuille de match | Feuille de match                              | Feuille de match | Feuille de match                                  |
| ------------------------ | --- | --------------------------------------------- | ---------------- | ------------------------------------------------- |
|                          | S. Kuller (M. Andersson, C. Lillback) – 0 min 13 s M. Fuhrberg (M. Andersson) – 7 min 5 s A. Kjellbin (W. Ekstrom, A. Lindberg) (SN) – 17 min 17 s M. Andersson (K. Andersson) – 17 min 52 s M. Wong (E. Alasalmi, W. Ekstrom) (IN) – 21 min 56 s S. Kuller (E. Alasalmi, K. Andersson) – 28 min 18 s M. Fuhrberg (J. Eidensten, A. Johansson) – 29 min 55 s J. Eidensten (M. Andersson, C. Lillback) (IN) – 35 min 23 s L. Backlin (A. Johansson, J. Eidensten) (IN) – 35 min 53 s A. Lindberg – 36 min 46 s A. Lindberg (A. Kjellbin) – 41 min 24 s | 1–0 2–0 3–0 4–0 5–0 6–0 7–0 8–0 9–0 10–0 11–0 |                  | Arbitrage : Ceci Morris Nikola Dvorakova HUI Wang |
| Jessica Wahlstrom Hjorth | Gardiens | Anastassiya Ogay                              |                  | Arbitrage : Ceci Morris Nikola Dvorakova HUI Wang |
| 10 min                   | Pénalités | 6 min                                         |                  | Arbitrage : Ceci Morris Nikola Dvorakova HUI Wang |
| 74                       | Tirs | 1                                             |                  | Arbitrage : Ceci Morris Nikola Dvorakova HUI Wang |

#### Match pour la médaille de bronze
| 21 janvier 2012 | Allemagne | 7-4 (2–1, 3–1, 2–2) | Kazakhstan | Tyrolean Ice Arena 789 spectateurs |

| Feuille de match | Feuille de match | Feuille de match                            | Feuille de match | Feuille de match                                    |
| ---------------- | --- | ------------------------------------------- | --- | --------------------------------------------------- |
|                  | K. Oertel (P. Szawlowski) (SN) – 8 min 42 s L. Walz (L. Geelhaar) – 12 min 21 s V. Offermann (A. Fiegert) – 17 min 20 s L. Geelhaar (A. Fiegert) (SN) – 20 min 21 s K. Oertel (P. Szawlowski) (SN) – 28 min 16 s V. Offermann – 38 min 35 s V. Offermann (IN) – 40 min 17 s | 1–0 2–0 2–1 2–2 3–2 4–2 5–2 5–3 6–3 7–3 7–4 | 14 min 18 s – S. Urpekbayeva (M. Ryspek) 16 min 18 s – M. Ryspek (SN) 31 min 56 s – M. Ryspek (S. Urpekbayeva) 41 min 57 s – N. Assimova | Arbitrage : Zuzana Findurova Mirjam Gruber HUI Wang |
| Meike Krimphove  | Gardiens | Anastassiya Ogay                            | | Arbitrage : Zuzana Findurova Mirjam Gruber HUI Wang |
| 10 min           | Pénalités | 8 min                                       | | Arbitrage : Zuzana Findurova Mirjam Gruber HUI Wang |
| 50               | Tirs | 9                                           | | Arbitrage : Zuzana Findurova Mirjam Gruber HUI Wang |

### Luge
Le Kazakhstan a qualifié 4 athlètes.
Hommes
| Athlète                             | Épreuve       | Finale   | Finale   | Finale         | Finale |
| Athlète                             | Épreuve       | Manche 1 | Manche 2 | Total          | Rang   |
| ----------------------------------- | ------------- | -------- | -------- | -------------- | ------ |
| Segey Korzhnev                      | Simple hommes | 40 s 236 | 40 s 326 | 1 min 20 s 562 | 14     |
| Stanislav Maltsev Oleg Faskhutdinov | Double hommes | 44 s 007 | 43 s 451 | 1 min 27 s 458 | 10     |

Femmes
| Athlète            | Épreuve       | Finale           | Finale           | Finale           | Finale           |
| Athlète            | Épreuve       | Manche 1         | Manche 2         | Total            | Rang             |
| ------------------ | ------------- | ---------------- | ---------------- | ---------------- | ---------------- |
| Darya Kudryavtseva | Simple femmes | N'a pas terminée | N'a pas terminée | N'a pas terminée | N'a pas terminée |

Équipe
| Athlète                                                               | Épreuve                   | Finale   | Finale   | Finale   | Finale         | Finale |
| Athlète                                                               | Épreuve                   | Hommes   | Femmes   | Doubles  | Total          | Rang   |
| --------------------------------------------------------------------- | ------------------------- | -------- | -------- | -------- | -------------- | ------ |
| Darya Kudryavtseva Segey Korzhnev Stanislav Maltsev Oleg Faskhutdinov | Relais par équipes mixtes | 45 s 752 | 47 s 401 | 47 s 843 | 2 min 20 s 996 | 8      |

### Patinage de vitesse sur piste courte
Le Kazakhstan a qualifié 1 athlète.
Femmes
| Athlète           | Épreuve             | Quart de finale | Quart de finale | Demi-finale    | Demi-finale | Finale   | Finale   |
| Athlète           | Épreuve             | Temps           | Rang            | Temps          | Rang        | Temps    | Rang     |
| ----------------- | ------------------- | --------------- | --------------- | -------------- | ----------- | -------- | -------- |
| Dariya Goncharova | 500 mètres femmes   | 46 s 452        | 3 qCD           | 48 s 300       | 1 qC        | 46 s 802 | 2        |
| Dariya Goncharova | 1 000 mètres femmes | 1 min 37 s 822  | 2 Q             | 1 min 36 s 487 | 3 qB        | Pénalité | Pénalité |

Mixte
| Athlète                                                                                         | Épreuve              | Demi-finale    | Demi-finale | Finale   | Finale   |
| Athlète                                                                                         | Épreuve              | Temps          | Rang        | Temps    | Rang     |
| ----------------------------------------------------------------------------------------------- | -------------------- | -------------- | ----------- | -------- | -------- |
| Équipe G Dariya Goncharova (KAZ) Su Min Yoon (KOR) Arianna Sighel (ITA) Dominic Andermann (AUT) | Relais mixte par CNO | 4 min 22 s 356 | 3 qB        | Pénalité | Pénalité |

### Saut à ski
Le Kazakhstan a qualifié 1 athlète.
Hommes
| Athlète        | Épreuve           | 1er saut | 1er saut | 2e saut  | 2e saut | Total  | Total |
| Athlète        | Épreuve           | Distance | Points   | Distance | Points  | Points | Rang  |
| -------------- | ----------------- | -------- | -------- | -------- | ------- | ------ | ----- |
| Kanat Khamitov | Individuel hommes | 44,0 m   | 40,9     | 39,5 m   | 31,6    | 72,5   | 23    |

### Patinage de vitesse
Le Kazakhstan a qualifié 4 athlètes.
Hommes
| Athlète          | Épreuve              | Course 1 | Course 2        | Total         | Rang |
| ---------------- | -------------------- | -------- | --------------- | ------------- | ---- |
| Dmitriy Morozov  | 500 m hommes         | 40 s 24  | N'a pas terminé | -             | -    |
| Dmitriy Morozov  | 3 000 mètres hommes  |          |                 | 4 min 22 s 42 | 9    |
| Dmitriy Morozov  | Départ groupé hommes |          |                 | 7 min 17 s 55 | 11   |
| Stanislav Palkin | 500 m hommes         | 39 s 32  | 39 s 12         | 78 s 44       | 5    |
| Stanislav Palkin | Départ groupé hommes |          |                 | 7 min 13 s 35 | 5    |

Femmes
| Athlète                | Épreuve              | Course 1 | Course 2 | Total            | Rang             |
| ---------------------- | -------------------- | -------- | -------- | ---------------- | ---------------- |
| Svetlana Maltseva      | 500 m femmes         | 44 s 56  | 43 s 64  | 88 s 18          | 6                |
| Svetlana Maltseva      | Départ groupé femmes |          |          | N'a pas terminée | N'a pas terminée |
| Yelizaveta Prokhorenko | 1 500 mètres femmes  |          |          | 2 min 18 s 23    | 11               |
| Yelizaveta Prokhorenko | 3 000 mètres femmes  |          |          | 5 min 03 s 31    | 11               |
| Yelizaveta Prokhorenko | Départ groupé femmes |          |          | 6 min 23 s 20    | 17               |